# Hugues de Montlaur (templier)
Pour les articles homonymes, voir Montlaur et Hugues de Montlaur.
Hugues de Montlaur (latin : Hugonis de Monte Laure) est un dignitaire de l'ordre du Temple qui fut maréchal de l'ordre pendant la maîtrise d'Armand de Périgord.

## Biographie
Hugues de Montlaur est probablement originaire du sud du royaume de France ou du nord de l'Espagne. L'historien Hippolyte de Barrau (1854) ou Gaston de Jourda de Vaux (1927) ont avancé qu'il appartenait à la famille de Montlaur (Montlor), sans apporté de preuves de filiation. Burgtorf (2008) indique également que son lien de parenté avec son homonyme l'archevêque d'Aix Hugues de Montlaur reste inconnu.
Il apparait pour la première fois dans une charte de 1216 de l'abbaye de Clairecombe. Dans une autre charte postérieure de quelques années, il apparait comme Templier, ce qui laisse supposer que son départ en terre sainte et son entrée dans l'ordre a eu lieu lors de la cinquième croisade.
En 1234, il est maître de l'ordre en Provence. Il participe ensuite en 1235 au siège et à la prise du château de Montcada puis en 1238 à la conquête de Valence.

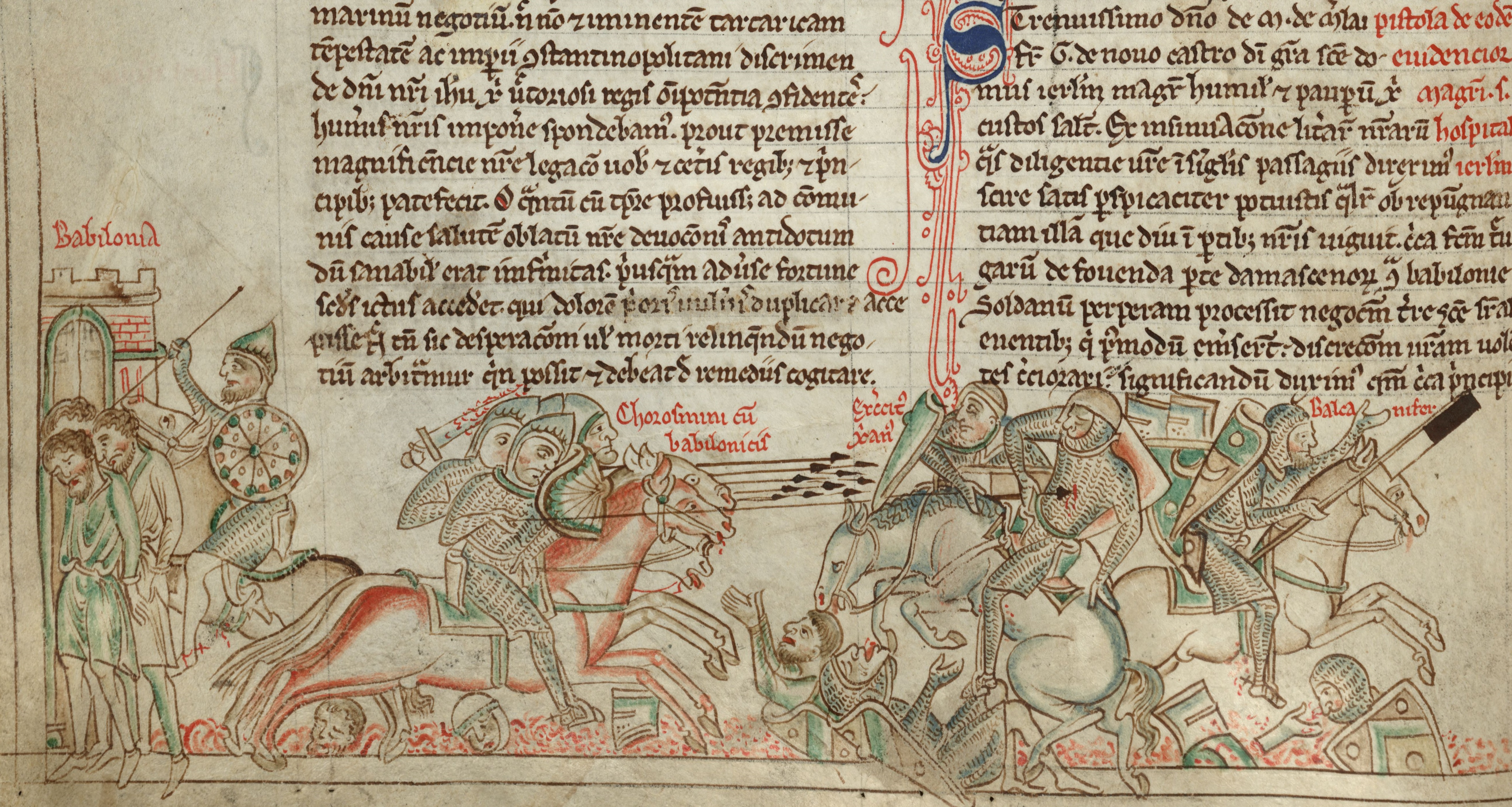
Enluminure de parchemin décrivant la bataille de La Forbie.

Puis à partir de 1242, il porte le titre de maréchal de l'ordre du Temple. En cette qualité, il fait partie d'une coalition de Templiers, Hospitaliers et Teutoniques, alliée avec les forces du sultan de Damas, qui affronte l'armée du sultan d'Égypte et de ses alliés Khwarezmiens lors de la bataille de La Forbie. La coalition des chrétiens et des mahométans syriens fut vaincue, laissant plus de 30 000 morts sur le champ de bataille. Quelques chevaliers du Temple et de l'Hôpital parvinrent à se réfugier à Saint-Jean-d'Acre, encore aux mains des forces chrétiennes. Le sort du maître Armand de Périgord et du maréchal Hugues de Montlaur est incertain mais ils sont tous deux probablement mort lors de la bataille ou alors peu de temps après en captivité.

## Source
- René Grousset, L'épopée des Croisades, 1939.
- (en) Jochen Burgtorf, The Central Convent of Hospitallers and Templars : History, Organization, and Personnel (1099/1120-1310), Leiden/Boston, Brill, 2008, 761 p. (ISBN 978-90-04-16660-8, présentation en ligne, lire en ligne)
- Emmanuel Guillaume Rey, « L'ordre du Temple en Syrie et à Chypre, les Templiers en Terre Sainte », Revue de Champagne et de Brie,‎ 1888, p. 241 à 256 et 367 à 379 (lire en ligne, consulté le 11 février 2022)